# 奧利弗·塞爾弗里奇

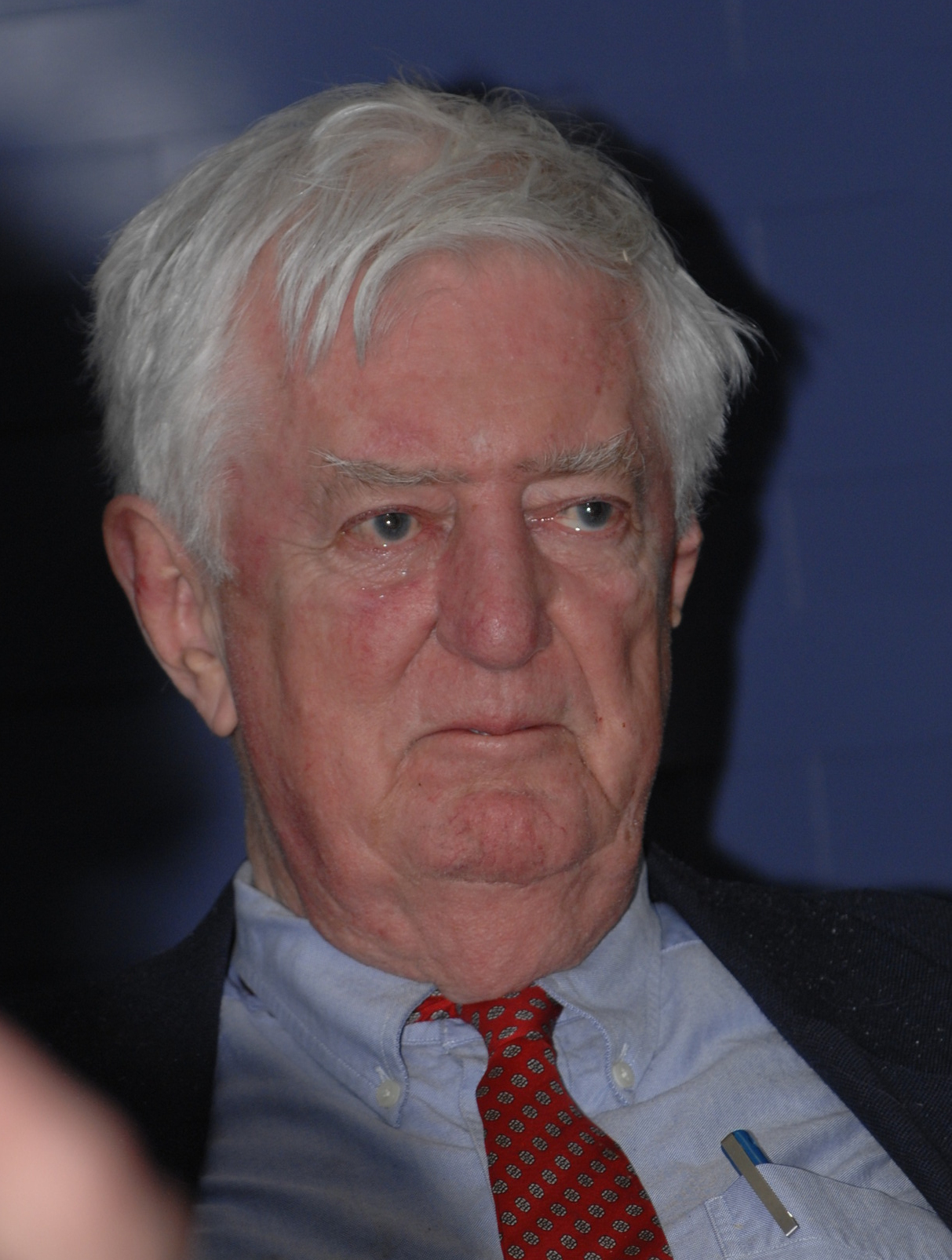
奧利弗·塞爾弗里奇在 BBN，2008年3月

奧利弗·塞爾弗里奇（Oliver Gordon Selfridge，1926年5月10日—2008年12月3日）是人工智能的先驅， 被稱為「機器知覺之父」。 

## 生平
塞爾弗里奇，出生於英國，是Selfridges百貨創始人哈里·戈登·塞尔弗里奇的孫子 。他的父亲是小哈里·戈登·塞尔弗里奇，母亲是Selfridges的店员。他的父母在保密的情況下相識、相爱、结婚生子，而奥利弗从未见过祖父老哈里。他在墨爾文學校接受教育，移居美國後，在麻州康科特的米德爾塞克斯學校就學。1945年，他獲得麻省理工學院數學學士學位。隨後，他成為麻省理工學院諾伯特·維納的研究生，但沒有撰寫自己的博士論文，也未獲得博士學位。
馬文·明斯基將塞爾弗里奇視為啟發自己的前輩， 他與塞爾弗里奇同為達特矛斯會議的 11 名與會者，一起參加了這件被認為奠定人工智能領域的事件
塞爾弗里奇在神經網路、模式識別和機器學習方面撰寫了重要的早期論文，他的「群魔亂舞」（Pandemonium）論文（1959 年）为人工智能領域公認的經典之作。在其中，塞爾弗里奇引入了「惡魔」的概念，它會在事件發生時記錄事件，識別這些事件中的模式，並可能根據他們識別的模式觸發後續事件。久而久之，這個想法催生了剖面導向程式設計。
1968年，約瑟夫·利克萊德和羅伯特·泰勒在他们的决定性论文「作为通信设备的计算机」（The Computer as a Communication Device）中引入了一個稱為 OLIVER（Online Interactive Expediter and Responder）的概念，該概念便以塞爾弗里奇的名字命名。
塞爾弗里奇在林肯實驗室、麻省理工學院（他曾擔任MAC專案的副主任）、Bolt、Beranek 和 Newman以及GTE實驗室度過了他的職業生涯，其中他在GTE實驗室成為了首席科學家。他在NSA顧問委員會任職 20 年，擔任數據處理小組主席。塞爾弗里奇於1993年退休。 
2015 年，鄧肯·坎貝爾将塞爾弗里奇確定為坎貝爾於1980年關於美國國家安全局在英国曼威斯希爾竊聽活動的「最佳來源」。 坎貝爾在《新政治家》中將這次行動描述為「價值數十億美元的電話竊聽」。 
塞爾弗里奇還撰寫了四本兒童讀物：《Sticks》、 《Finger In Fives》 、 《All About Mud》和《Trouble With Dragons》 。 
塞爾弗里奇共結過兩次婚，留下女兒和兒子各兩名。四個孩子都獲得了博士學位。

## 進一步閱讀
- O. G. Selfridge. "Pandemonium: A paradigm for learning." In D. V. Blake and A. M. Uttley, editors, Proceedings of the Symposium on Mechanisation of Thought Processes, pages 511–529, London, 1959.